# Double or Nothing 2020
Double or Nothing (2020) was een professioneel worstel-pay-per-view (PPV) evenement dat georganiseerd werd door All Elite Wrestling (AEW). Het was de 2e editie van Double or Nothing en vond plaats op 23 mei 2020. Terwijl het grootste deel live werd uitgezonden van Daily's Place, was de Main Event vooraf opgenomen in het TIAA Bank Field op 22 en 23 mei 2020.

## Matches
| Nr. | Match | Winnaar(s)             | Opmerkingen                                                                              | Bron  |
| --- | --- | ---------------------- | ---------------------------------------------------------------------------------------- | ----- |
| 1P  | Best Friends (Chuck Taylor and Trent) vs. Private Party (Isiah Kassidy & Marq Quen) | Best Friends           | Tag team match om Number 1 Contender te worden voor het AEW World Tag Team Championship. | [ 2 ] |
| 2   | Brian Cage (met Taz) vs. Darby Allin vs. Colt Cabana vs. Orange Cassidy vs. Joey Janela vs. Scorpio Sky vs. Kip Sabian (met Jimmy Havoc en Penelope Ford), Frankie Kazarian vs. Luchasaurus | Brian Cage             | Casino Ladder Match voor een toekomende AEW World Championship match.                    | [ 2 ] |
| 3   | MJF (met Wardlow) vs. Jungle Boy | MJF                    | Een-op-een match.                                                                        | [ 2 ] |
| 4   | Cody (met Arn Anderson) vs. Lance Archer (met Jake Roberts) | Cody                   | Toernooifinale voor het inaugurele AEW TNT Championship.                                 | [ 2 ] |
| 5   | Kris Statlander vs. Penelope Ford (met Kip Sabian) | Kris Statlander        | Een-op-een match.                                                                        | [ 2 ] |
| 6   | Dustin Rhodes (met Brandi Rhodes) vs. Shawn Spears | Dustin Rhodes          | Een-op-een match.                                                                        | [ 2 ] |
| 7   | Hikaru Shida vs. Nyla Rose (c) | Hikaru Shida (nc)      | No Disqualification en No Countout match voor het AEW Women's World Championship.        | [ 2 ] |
| 8   | Jon Moxley (c) vs. Mr. Brodie Lee | Jon Moxley             | Een-op-een match voor het AEW World Championship. Moxley won door TKO.                   | [ 2 ] |
| 9   | Matt Hardy & The Elite (Adam Page, Kenny Omega, Matt & Nick Jackson) vs. The Inner Circle (Chris Jericho, Jake Hager, Sammy Guevara, Santana & Ortiz)                                       | Matt Hardy & The Elite | Stadium Stampede match                                                                   | [ 2 ] |